# Cói lá dứa hẹp
Cói lá dứa hẹp (danh pháp: Mapania angustifolia) là loài thực vật có hoa trong họ Cói. Loài này được Uittien mô tả khoa học đầu tiên năm 1935.